# Голодна зима 1944 року (Нідерланди)

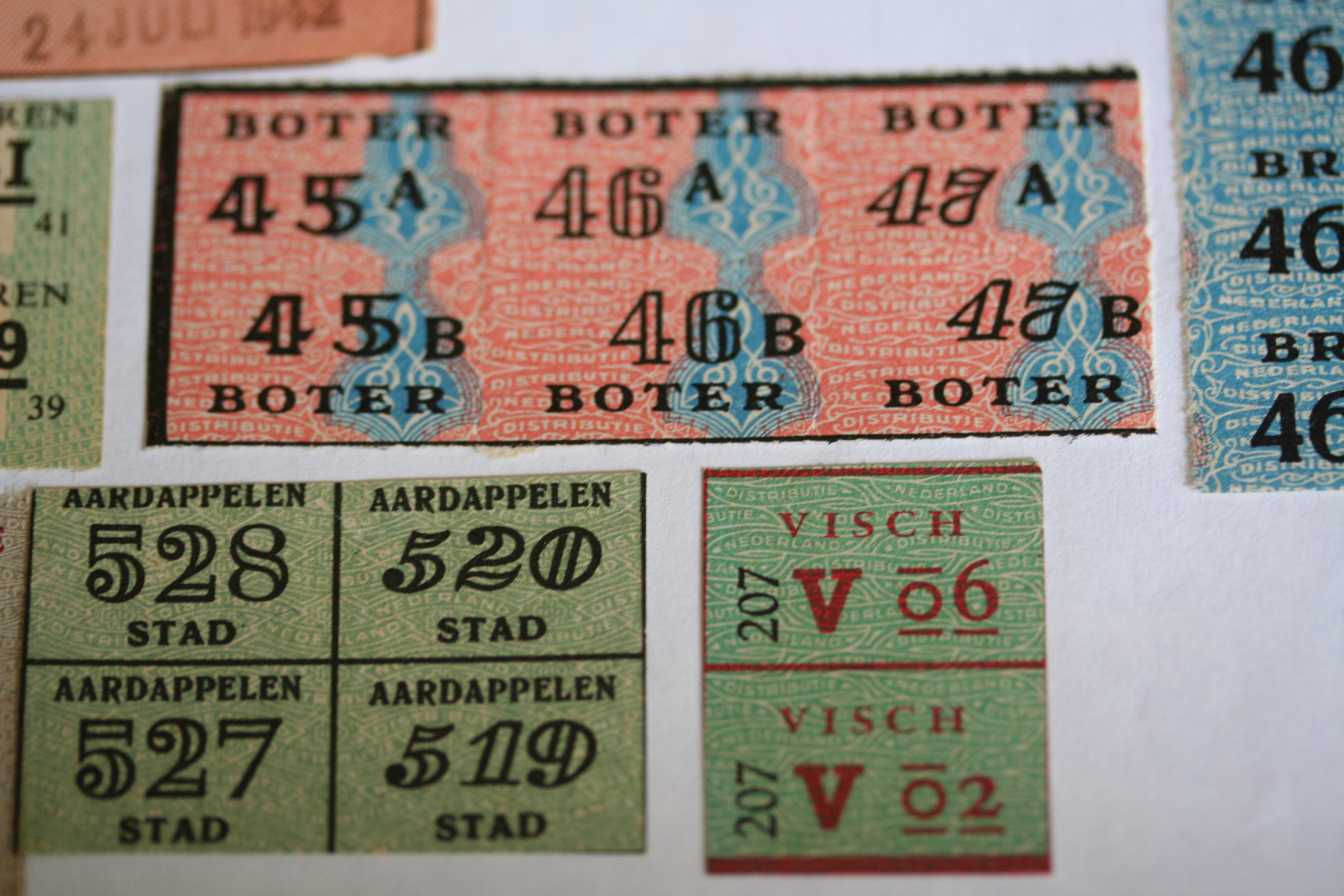
Голландські талони на масло, картоплю й рибу, період Другої світової війни, до «Голодної зими»

«Голодна зима» (нід. hongerwinter) — масовий голод, що вразив цивільне населення Нідерландів під кінець Другої світової війни й забрав життя близько 18 тисяч осіб..

## Причини, перебіг і розв'язання
Причиною голоду стало ембарго, накладене Німеччиною на постачання продовольства до Західних Нідерландів після провалу операції Маркет Гарден й початку страйку залізниць, що охопили країну у вересні 1944 року. Чисельність населення в зоні лиха перевищувала 3 мільйони осіб.
Упродовж всієї війни, аж до вересня 1944 року, Нідерланди не стикались із великими проблемами у постачанні продовольства. Швидкий наступ союзників після висадки в Нормандії вселив у жителів впевненість у швидкому падінні окупаційного режиму. Загальним святкуванням голландці відгукнулись 5 вересня 1944 року (нід. Dolle Dinsdag, «божевільний вівторок») на звістку про звільнення Антверпена. Ввечері 17 вересня, у день початку операції «Маркет Гарден», за рішенням прем’єр-міністра у вигнанні Пітера Сьйордса Гербранді (нід. Pieter Sjoerds Gerbrandy), підпільне «Радіо Ораньє» (нід. Radio Oranje — «Помаранчеве радіо») закликало до загального страйку на залізниці. Переважна більшість службовців залізниці, штат якої становив 30 тисяч осіб, залишили робочі місця, багато хто пішов у підпілля. Гербранді сподівався, що «вже у п’ятницю ми будемо в Амстердамі».
Несподіваний страйк міг стати вирішальним фактором в успіху «Маркет Гарден», однак операція провалилась. Німецька влада упродовж десяти днів перекинула потрібні кадри й змогла відновити життєво необхідні постачання зброї та боєприпасів, а в забезпеченні цивільного населення зайняла жорстку позицію. Вже вранці 18 вересня офіційні повідомлення у пресі давали зрозуміти: «зупинка залізниць означає припинення постачання їжі». Як помсту окупанти призупинили всі перевезення на баржах каналами й річками. Між тим залізниці відігравали важливу роль у перекиданні продуктів на захід країни, й пік постачання припадав на осінь.

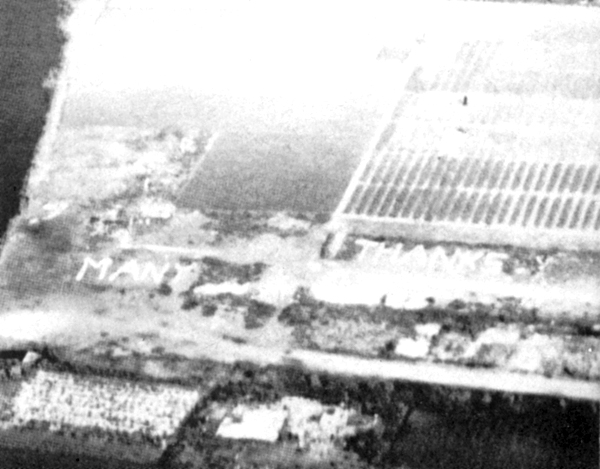
Операція «Манна», знімок з літака. Тюльпани висаджено у вигляді напису «щиро дякуємо» (many thanks). Голландія, травень 1945

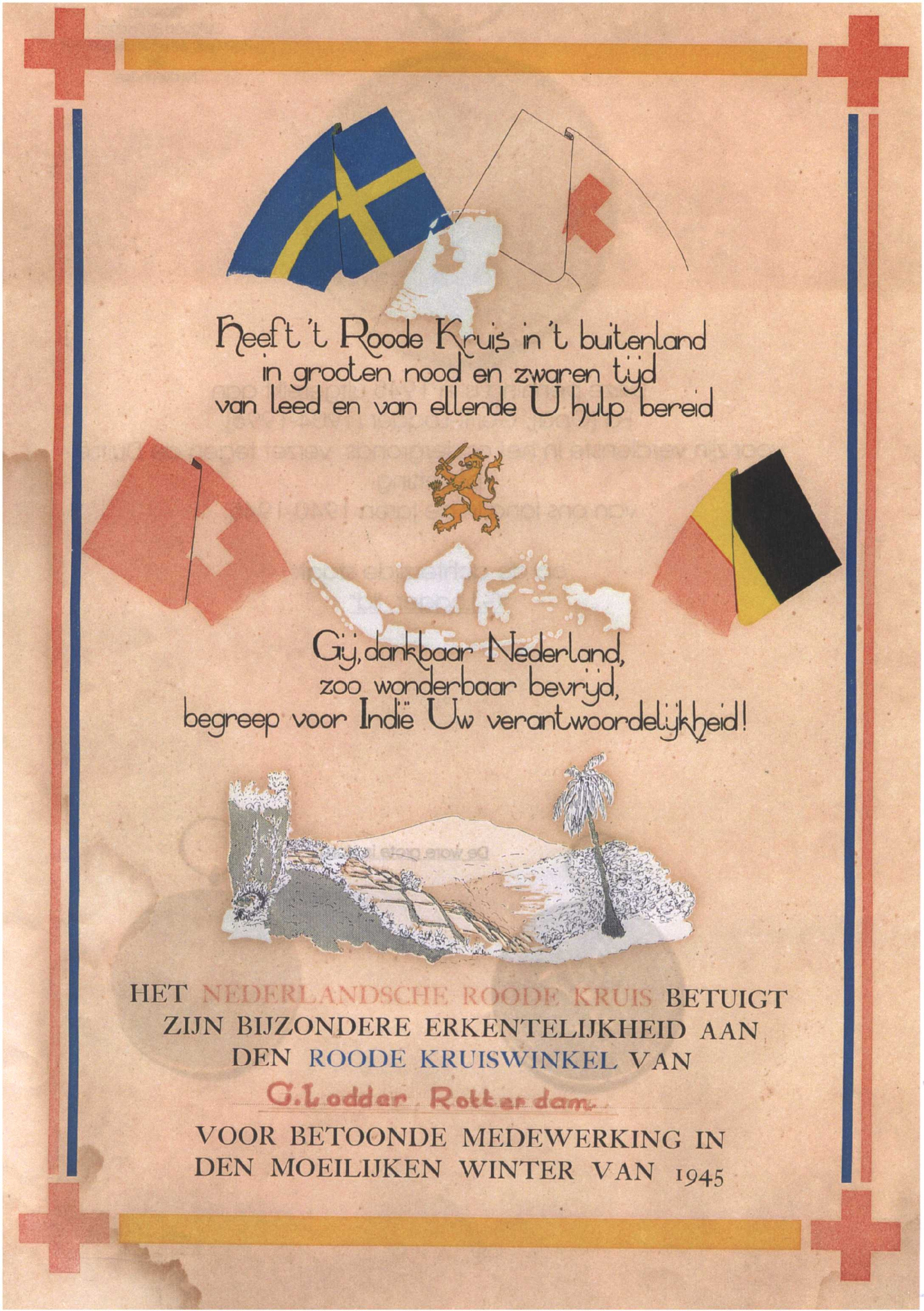
Грамота, видана власнику бакалійної крамниці, що стала одним з пунктів Червоного Хреста з видачі «шведського хліба»

Ембарго було частково знято 8 листопада, і перевезення продовольства каналами дозволено, однак незвичайно сувора і рання зима скувала льодом водні магістралі. Запаси харчів добігали кінця, й доросле населення в Амстердамі та інших великих містах до кінця місяця отримувало вже менше ніж 1000 кілокалорій на добу. Наприкінці лютого 1945 року раціон у західних районах країни зменшився до 580 ккал. Німецька армія, що відступала, підривала мости та шлюзи, ще більше ускладнюючи перевезення, а запеклі битви порушили роботу сільського господарства країни.
Городяни долали десятки кілометрів пішки, пропонуючи фермерам цінні речі в обмін на їжу. У їжу вживались цибулини тюльпанів та цукровий буряк. На дрова розбирали дерев’яні меблі й навіть будинки. З вересня 1944 до початку 1945 року зафіксована кількість померлих від голоду сягала 10 тисяч осіб. Голод припинився тільки в травні 1945 року, разом із закінченням війни. Незадовго до цього допомога прийшла у вигляді «шведського хлібу», що випікався із завезеного зі Швеції борошна. За «шведським хлібом» вийшла угода рейхскомісара Зейсс-Інкварта з агентами союзників, що надала можливість здійснити скоординоване скидання продовольства з літаків. В ході операції «Манна», з 29 квітня по 8 травня 1945 року ВПС Великої Британії за підтримки ВПС США скинули близько 11 000 тонн продуктів на окуповану територію.

## Медичні дослідження
Голодна зима, що вразила таку високорозвинену країну й відображена у безлічі документів, надала унікальні можливості для медичних досліджень.
Найціннішими виявились дані про дітей, яких виносили у період голоду. В ході міжнародного дослідження (англ. Dutch Famine Birth Cohort Study) було виявлено, що у подальшому житті вони частіше хворіли над діабет, ожиріння, серцево-судинні захворювання, мікроальбумінурію та інші проблеми. 
Як і варто припускати, вага цих дітей при народженні була зниженою, але несподіваним стало те, що їхні власні діти за багато років також не дотягували до середньої ваги. Це наштовхнуло на думки про епігенетичне регулювання ваги, що передається на наступне покоління.
Причини целіакії, несприйняття глютену, також несподівано виявились під час голоду. Діти, хворі на целіакію, пішли на поправку, коли лікарні отримували вкрай мало пшениці, а коли перший дорогоцінний вантаж хліба, що призначався, перед усім, дітям, було нарешті видано, хворим на целіакію негайно стало гірше. Це підтвердило здогадки голландського педіатра Віллема Діке, який вже замислювався про роль борошняних продуктів у розвитку хвороби. Наприкінці 1940-х — на початку 1950-х років він довів ефективність безглютенової дієти. 

## Відомі постаті, що пережили голод
- Одрі Хепберн, актриса кіно

## Книги
- The Hunger Winter: Occupied Holland 1944—1945 Автори: Henri A. van der Zee Опубліковано видавництвом U of Nebraska Press, 1998 ISBN 0-8032-9618-5, 9780803296183
- Famine and Human Development: The Dutch Hunger Winter of 1944—1945 Автори: Zena Stein Опубліковано видавництвом Oxford University Press, 1975 ISBN 0-19-501811-7, 9780195018110